# Doncaster
För andra betydelser, se Doncaster (olika betydelser).

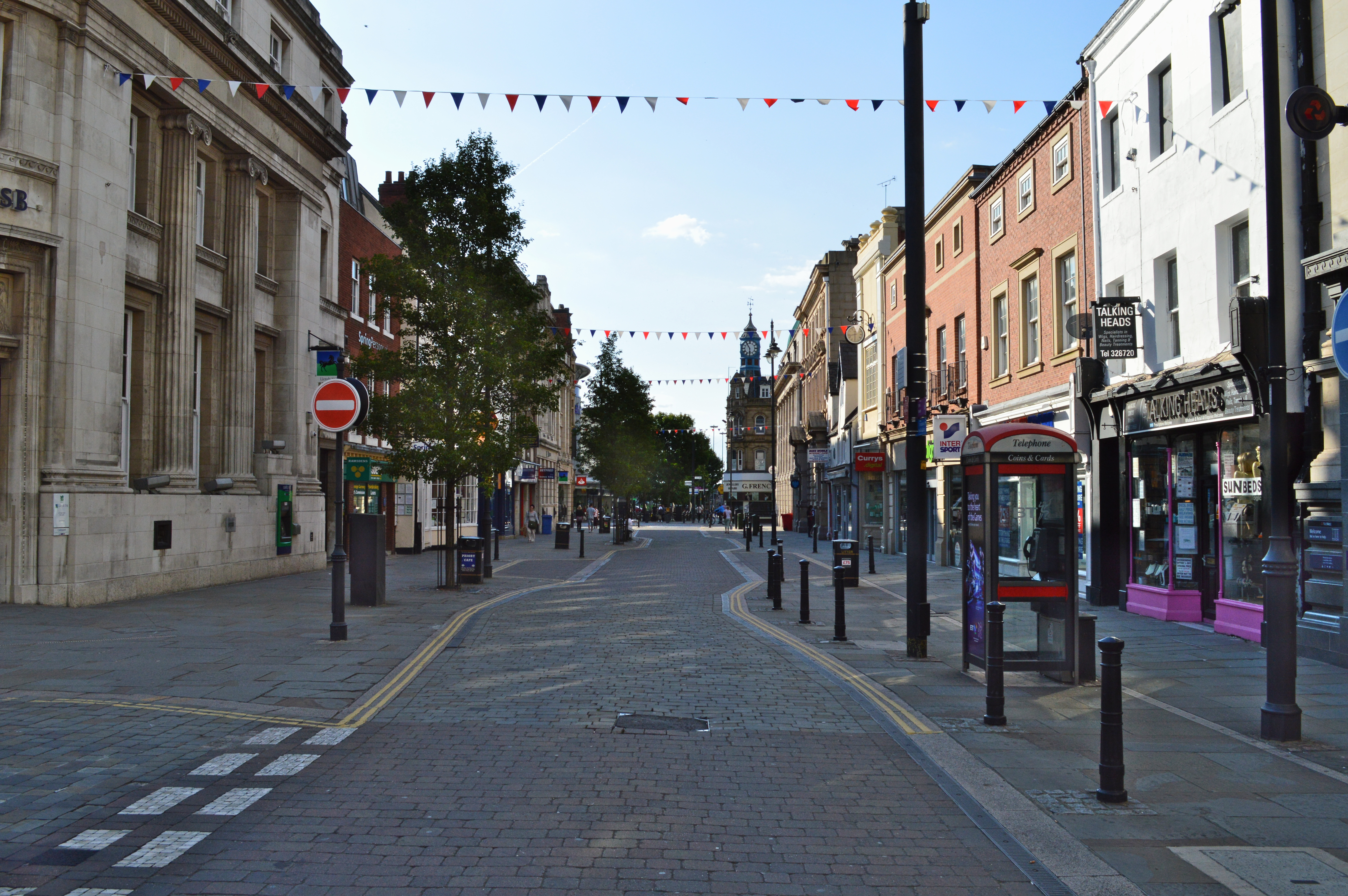
High Street i centrala Doncaster.

Doncaster (engelskt uttal: [ˈdɒŋkəstər], lokalt: [ˈdɒŋkæstər]) är en stad i grevskapet South Yorkshire i England. Staden är huvudort i distriktet med samma namn och ligger cirka 27 kilometer nordost om Sheffield samt cirka 41 kilometer sydost om Leeds. Tätortsdelen (built-up area sub division) Doncaster hade 109 805 invånare vid folkräkningen år 2011. Invånarna kallar staden ofta för enbart Donny.

## Historia
Den första kända bebyggelsen på platsen var ett romerskt slott byggt under 000-talet vid ett vadställe vid floden Don. Fortet fick namnet Danum, och stadens nuvarande namn är sammansatt av förvanskningar av Danum och castrum (latin, "fort"). Under den anglosaxiska tiden var Doncaster antagligen bostadsort för kungarna av Northumbria.
Efter att Vilhelm Erövraren hade tagit över makten år 1066 blev staden, som hade förfallit, återuppbyggd av normanderna. Doncaster nämndes i Domedagsboken (Domesday Book) år 1086, och kallades då Donecastre.
Omkring 1500-talet började staden att tjäna stora pengar på hästuppfödning, och detta förde vidare att man började att hålla hästkapplöpningar. De första loppen ska ha hållits tidigt under 1600-talet, men det som gjorde Doncaster berömt var loppen St. Leger Stakes, som först hölls under 1770-talet.
Efter den industriella revolutionen kom järnvägen till Doncaster. Great Northern Railways lok- och vagnbyggeri förlades tidigt hit, och på denna verkstad byggdes ångloken Mallard och Flying Scotsman.
Under första och andra världskriget blev järnvägsindustrin omställd till ammunitionsproduktion. Efter 1945 blev Doncaster en av de viktigaste kolgruvestäderna i England, och gruvorna blev den största arbetsplatsen i området. Många av arbetena gick förlorade vid nedskärningar inom gruvindustrin under 1980-talet.

## Ekonomi
Efter att gruvindustrins roll som huvudnäring försvunnit har staden försökt att etablera sig som centrum för handel och fritidsaktiviteter. Hästloppen är fortfarande mycket populära och lockar många besökare.

## Kommunikationer
Från Doncaster går det idag motorvägar som når ut till olika delar av landet, bland annat M18. Cirka 10 kilometer sydost om Doncaster ligger Doncaster Sheffield Airport. Staden ligger vid den östra kusthuvudlinjen mellan London och Skottland (East Coast Main Line, ECML).

## Idrott
Doncaster har en av de mest framgångsrika damfotbollsklubbarna i England, Doncaster Rovers Belles LFC, samt herrfotbollsklubben Doncaster Rovers FC. Båda lagen spelar på Keepmoat Stadium.